# Cage à bébé

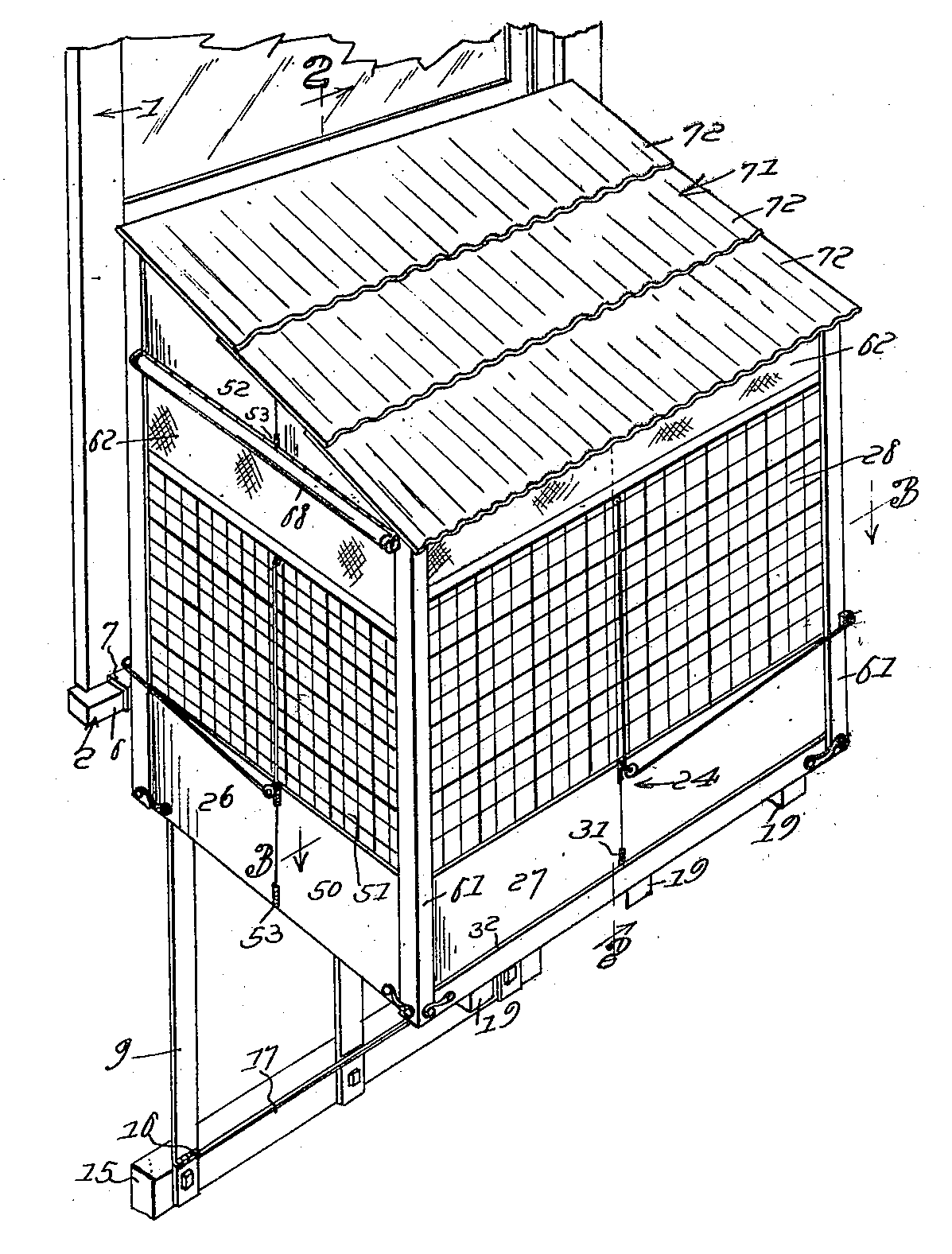
Un plan pour un brevet de cage à bébé portative, ajustée à une fenêtre.

Une cage à bébé est un abri à l'ossature légère et grillagée, conçu comme extension amovible d'un logement, généralement urbain, destiné au séjour de très jeunes enfants afin qu'ils prennent l'air quelque temps. Ce dispositif a été en  vogue à Londres dans les années 1930, avant de tomber en désuétude.

## Histoire
L'usage de la cage à bébé est une mise en œuvre pratique du concept d'airing, développé, à la fin du XIXe siècle, notamment par le médecin Luther Emmett Holt (en), directeur d'une clinique de New York et pionnier dans le domaine de la pédiatrie. Dans The Care and Feeding of Children (littéralement : « Soin et alimentation des enfants »), un manuel de formation pour infirmières, publié en 1894, il conseille de placer les enfants dans un panier à proximité d'une fenêtre ouverte, car respirer un air frais est réputé renforcer le système immunitaire et la santé,.
En 1906, à New York, suivant les recommandations d'un médecin convaincu du besoin d'air frais des bébés, Eleanor Roosevelt, alors jeune mère de 21 ans, accroche à sa fenêtre un panier de bois entouré d'un grillage à poule pour les siestes d'Anna, son premier enfant, née la même année ; mais le voisinage, alerté par les cris prolongés de l'enfant — la même prescription médicale conseillait de ne pas intervenir lorsque son enfant se mettait à pleurer ou crier —, menace la mère d'un signalement à la société new-yorkaise pour la Prévention des Cruautés infligées aux Enfants,. Plus tard, l'épouse du 32e président des États-Unis a rapporté combien la réaction de ses voisins l'avait choquée, elle qui pensait être une mère moderne,.
En 1922, une demande de brevet portant sur une « cage à bébé portable » est déposée par une certaine Emma Read, et acceptée l'année suivante,. Il s'agit d'un modèle de cage à suspendre au bord extérieur d'une fenêtre, ouverte du côté de celle-ci, et dans laquelle le bébé est déposé,.
L'usage de la cage à bébé connait sa plus grande popularité à Londres, dans les années 1930. L'installation est spécialement destinée aux jeunes enfants qui habitent des logements citadins sans jardin. Des cages à bébé sont ainsi distribuées par des communautés de quartier londoniennes, comme le Chelsea Baby Club à ceux de ses membres qui ne disposent pas de jardin. En 1935, l'Institut royal des architectes britanniques consacre les « balcons pour bébés » élément indispensable de tout logement de la classe moyenne, citant en exemple l'initiative du Chelsea Baby Club. Au début de la Seconde Guerre mondiale, la campagne de bombardement stratégique contre le Royaume-Uni menée par l'armée de l'air allemande met fin à l'usage des cages à bébé dans tout Londres. Elles réapparaissent cependant à partir de 1953.
La vente de cages à bébé a progressivement décliné, probablement pour des raisons de sécurité et à cause du développement de la circulation automobile urbaine.